# Bajo el paraguas de la reina
Bajo el paraguas de la reina (en hangul, 슈룹; romanización revisada del coreano: Syurup) es una serie de televisión surcoreana dirigida por Kim Hyung-sik y protagonizada por Kim Hye-soo, Kim Hae-sook y Choi Won-young. Está programada para emitirse desde el 15 de octubre hasta el 4 de diciembre de 2022 por el canal tvN los sábados y domingos a las 21:10 (hora local coreana). También estará disponible en la plataforma Netflix para algunos países.

## Sinopsis
El título original de la serie (슈룹) es una palabra antigua que significa ‘paraguas’; la obra representa las luchas de una enérgica reina para controlar a sus problemáticos hijos y convertir a uno de ellos en el próximo rey, en medio de una feroz batalla por la educación de los príncipes en Joseon. En esa lucha, cada una de las esposas reales está lista para usar cualquier método secreto para mejorar el rendimiento académico de sus hijos.

## Reparto

### Principal
- Kim Hye-soo como la reina Im Hwa-ryeong.[7][8][9]
  - Chaerin como Hwa-ryeong de joven.[10]
- Kim Hae-sook como reina viuda, la suegra de Hwa-ryeong.[4]
- Choi Won-young como el rey Lee Ho, hijo de Hae-sook.[4]
  - Choi Yoon-jae como Lee Ho de joven.[11]

### Secundario

#### Hijos de la reina consorte
- Moon Sang-min como el gran príncipe Sung-nam, segundo hijo de Hwa-ryeong, un espíritu libre que prefiere estar fuera del palacio.[12][13]
- Bae In-hyuk como el príncipe heredero.[14]
- Yoon Sang-hyeon como el gran príncipe Mu-an, tercero de los hijos de Hwa-ryeong.[14][15]
- Yoo Seon-ho como el gran príncipe Gye-seong, cuarto hijo de los reyes, bueno en caligrafía y pintura.[14][16]
- Park Ha-jun como el gran príncipe Il-young.[14][17]

#### Concubinas
- Kim Ga-eun como la consorte real Tae So-yong, que pasó de sirvienta en el palacio a concubina.[18][19]
- Lee Hwa-kyum como la consorte real Ok Sook-won.[19]
- Lee So-hee como la consorte real Park.[19][20]
- Ok Ja-yeon como la consorte real Hwang Gwi-in.[6]
- Woo Jung-won como la consorte real Go Gwi-in.[21][22]

#### Hijos de las concubinas
- Kang Chan-hee como el príncipe Ui-seong; hijo del rey y de una concubina.[23]
- Kim Min-ki como el príncipe Bo-gum, un estudiante modelo que no pierde el primer lugar general sin necesidad de tutoría.[24]
- Moon Seong-hyun como el príncipe Shim-so, el hijo mayor de Go Gwi-in.[25]

#### Gente del palacio
- Kim Eui-sung como el consejero de estado Hwang Won-hyeong, un hombre poderoso y experimentado que amenaza la autoridad del rey.[26]
- Jang Hyun-sung como el ministro de asuntos militares Yoon Soo-kwang, un hombre ambicioso que trata de levantar la suerte de su familia.[27]
- Kim Jae-bum como el médico real Kwon.[28]
- Kim Jung-ho como el médico real Cho Guk-yeong.[29]

#### Otros
- Seo Yi-sook como la reina Yoon.[30]
- Han Dong-hee como la princesa heredera Hwi Min.[31]
- Shin Ian como el príncipe Young-min.[32]
- Jeon Hye-won como Cho-wol.[33]
- Kim Young-jae como Min Seung-yoon, un funcionario a cargo de la educación en palacio.[34]
- Lee Jung-eun como la dama de la corte Nam Sang-gung.[35]
- Song Young-ah como la consorte real Suk-yong.[36]
- Yoo Yeon como la dama de la corte Oh Sang-gung.[37]
- Shin Soo-jung como la consorte real So-ui, una concubina ricamente educada, que hace todo lo que puede por su hijo.[38][39]
- Oh Ye-ju como Yoon Cheong-ha, la hija mayor de Yoon Soo-gwang, una joven audaz y decidida.[40][41][42]
- Park Jun-myeon como dama de la corte.[43]
- Seo Woo-jin como el príncipe Won Son.[44]
- Kim Seung-soo como Park Kyung-woo.[45]
- Lee Ha-young como la consorte real Moon So-won.[46]
- Hong Jae-min como el príncipe Hodong.[47]
- Kwon Hae-hyo como el maestro Toji, ocupado en curar a los afectados por una plaga en una aldea.[48]
- Tae Won-seok como Seo Ham-deok.[49]
- Yoon Seul como Mak-ryeo, una dama de la corte.[50]
- Jo Ah-young como la hija mayor de Min Seung-yoon.[51]
- Jung Ae-youn como Yoon Haeng-soo.

#### Apariciones especiales
- Rain como un transeúnte con el que se cruza Cheong-ha (ep. 7).[52]
- Ahn Yong-joon como representante de los eruditos confucianos de Sungkyunkwan (ep. 11).[53]
- Park Hyo-joo como una niñera.[54]

## Producción
La serie está escrita por Park Ba-ra y dirigida por Kim Hyung-sik. Significa la vuelta al drama histórico de Kim Hye-soo, veinte años después de Jang Hee-bin.
El 26 de agosto de 2022 se anunció el reparto y se hizo la primera lectura del guion. El 5 de septiembre tvN lanzó el primer avance en vídeo, y el 14 se publicó el póster principal. El 7 de octubre se realizó la presentación en línea.

## Recepción

### Audiencia
La serie comenzó con más del 7,5 % de audiencia a nivel nacional. El capítulo 6 supuso un salto importante (del 9,5 % al 11,3 % con respecto al capítulo 4, emitido el mismo día de la semana anterior) que puede explicarse por la falta de competencia de otros canales en programas de ficción, debido a que en casi todos se suspendió la programación habitual para dar cabida a espacios dedicados a informar sobre la tragedia de Halloween en el barrio de Itaewon.
| Temporada | Temporada | Episodio número | Episodio número | Episodio número | Episodio número | Episodio número | Episodio número | Episodio número | Episodio número | Episodio número | Episodio número | Episodio número | Episodio número | Episodio número | Episodio número | Episodio número | Episodio número | Promedio |
| Temporada | Temporada | 1               | 2               | 3               | 4               | 5               | 6               | 7               | 8               | 9               | 10              | 11              | 12              | 13              | 14              | 15              | 16              | Promedio |
| --------- | --------- | --------------- | --------------- | --------------- | --------------- | --------------- | --------------- | --------------- | --------------- | --------------- | --------------- | --------------- | --------------- | --------------- | --------------- | --------------- | --------------- | -------- |
|           | 1         | 1.846           | 2.039           | 1.682           | 2.286           | 1.750           | 2.690           | 2.104           | 2.873           | 2.426           | 3.015           | 2.599           | 3.247           | 2.935           | 3.389           | 3.047           | 4.049           | 2.624    |

| Episodio | Fecha de emisión        | Índices de audiencia (AGB Nielsen) | Índices de audiencia (AGB Nielsen) |
| Episodio | Fecha de emisión        | Nacional                           | Seúl                               |
| --- | ----------------------- | ---------------------------------- | ---------------------------------- |
| 1 | 15 de octubre de 2022   | 7,649 % (1.ª)                      | 8,668 % (1.ª)                      |
| 2 | 16 de octubre de 2022   | 9,062 % (1.ª)                      | 10,259 % (1.ª)                     |
| 3 | 22 de octubre de 2022   | 6,980 % (1.ª)                      | 7,307 % (1.ª)                      |
| 4 | 23 de octubre de 2022   | 9,471 % (1.ª)                      | 10,065 % (1.ª)                     |
| 5 | 29 de octubre de 2022   | 7,751 % (1.ª)                      | 8,334 % (1.ª)                      |
| 6 | 30 de octubre de 2022   | 11,285 % (1.ª)                     | 12,008 % (1.ª)                     |
| 7 | 5 de noviembre de 2022  | 9,365 % (1.ª)                      | 9,590 % (1.ª)                      |
| 8 | 6 de noviembre de 2022  | 11,821 % (1.ª)                     | 13,043 % (1.ª)                     |
| 9 | 12 de noviembre de 2022 | 9,993 % (1.ª)                      | 11,015 % (1.ª)                     |
| 10 | 13 de noviembre de 2022 | 12,296 % (1.ª)                     | 13,391 % (1.ª)                     |
| 11 | 19 de noviembre de 2022 | 10,842 % (1.ª)                     | 11,548 % (1.ª)                     |
| 12 | 20 de noviembre de 2022 | 13,415 % (1.ª)                     | 14,201 % (1.ª)                     |
| 13 | 26 de noviembre de 2022 | 12,851 % (1.ª)                     | 14,012 % (1.ª)                     |
| 14 | 27 de noviembre de 2022 | 14,1 % (1.ª)                       | 14,786 % (1.ª)                     |
| 15 | 3 de diciembre de 2022  | 13,353 % (1.ª)                     | 14,562 % (1.ª)                     |
| 16 | 4 de diciembre de 2022  | 16,852 % (1.ª)                     | 18,159 % (1.ª)                     |
| Promedio |                         |                                    |                                    |
| - En la tabla superior, aparecen en azul los índices más bajos, y en rojo los más altos. - Esta serie se emitió en un canal de cable o televisión de pago, que normalmente tiene una audiencia menor respecto a las de emisoras públicas o de televisión en abierto (KBS, SBS, MBC y EBS). |                         |                                    |                                    |

### Controversias
La serie generó algunas controversias sobre su adherencia a la realidad histórica. Historiadores y críticos culturales notaron que las escenas y diálogos, las relaciones en la familia real y otros aspectos parecían más propios de los dramas históricos chinos que de los coreanos, más cercanos a la dinastía Qing que a la dinastía Joseon. Aparte de problemas de recreación temporal menores, como el uso de caracteres chinos simplificados o algunas expresiones idiomáticas, la crítica se ha centrado en un concepto de ambientación que está a la base de la serie: en Joseon, una dinastía radicada en el neoconfucianismo, «la discriminación entre los pobres y los ilegítimos es tan severa que no tiene sentido que el príncipe pobre y el príncipe ilegítimo compitan en la misma situación». De ahí la demanda de mayor rigor en la recreación histórica, sobre todo en un momento de expansión del k-drama en el mundo, y también de cierta confrontación entre Corea y China sobre cuestiones de fondo histórico y cultural.

### Crítica
Tanu I. Raj (NME) escribe en su reseña que es inevitable comparar la serie con otras de época actual como Sky Castle, «ya que ambas historias tratan sobre los niveles superiores de la sociedad que claman por asegurarse un privilegio perpetuo», pero mientras en esta la maldad y la crueldad son producto de ese objetivo, en Bajo el paraguas de la reina son resultado de la puesta  a «prueba de una madre y sus instintos de supervivencia».
Nathan Sartain (Ready Steady Cut) la considera un drama palaciego fascinante, donde los personajes, a pesar de su gran número, están bien definidos. Sobre el género de la serie, escribe que «para algo que supuestamente es una comedia negra, Bajo el paraguas de la reina prospera en gran medida en sus elementos dramáticos. El humor a menudo está bien ubicado, claro, pero la seriedad genuina de la trama que se desarrolla rápidamente es mucho más intrigante y es lo que ayuda a elevar el espectáculo a un nivel superior». También destaca «su sólida lista de talentos de actuación», con Kim Hye-soo a la cabeza.